# Craspedoxantha indica
Craspedoxantha indica är en tvåvingeart som beskrevs av Zaka-ur-rab 1960. Craspedoxantha indica ingår i släktet Craspedoxantha och familjen borrflugor. Inga underarter finns listade i Catalogue of Life.